# 그대의 창
《그대의 창》은 1994년 11월 28일부터 이듬해 5월 13일까지 방영되었던 대한민국의 SBS 아침드라마로, 신혼여행 중 교통사고로 남편을 잃은 여자가 새로운 사랑을 찾기까지의 기나긴 여정을 다루었다.
첫 방송은 시선을 끌어 잡아두기 위해 분량을 30분에서 60분으로 늘려 방송되었다.
한편, 진부한 삼각관계와 고비마다 교통사고가 변수로 등장한 것이 흠이지만 흔히 멜로물에 나오는 외도나 불륜은 나오지 않는 것은 멜로의 품격을 유지했다는 평이다.
또한 《성냥갑 속의 여자》의 후속작으로 〈열애〉가 편성될 예정이었으나 아침 방송 프로그램의 정화를 이유로 기획이 취소되면서 《그대의 창》이 후속작이 되었다.

## 출연
- 강석우(유승하)
- 김혜리(정은서)
- 천호진(최민영)
- 차주옥(박성주)
- 김무생(유 사장)
- 반효정(은서 모)
- 한영숙(도 여사)
- 전인택(정진서)
- 윤해영(정명서)
- 허성일(유승운)
- 문용민
- 김용헌(경운)
- 박영지, 최준용, 성동일, 박병훈, 주호성, 전무송, 김영석

## 참고 사항
- 극중 박성주 역을 맡았던 차주옥이 해당 드라마를 통해 첫 SBS 출연을 했는데[4] 자기주장이 강한 디자이너로의 변신을 시도했다.[5]